# 列車便所

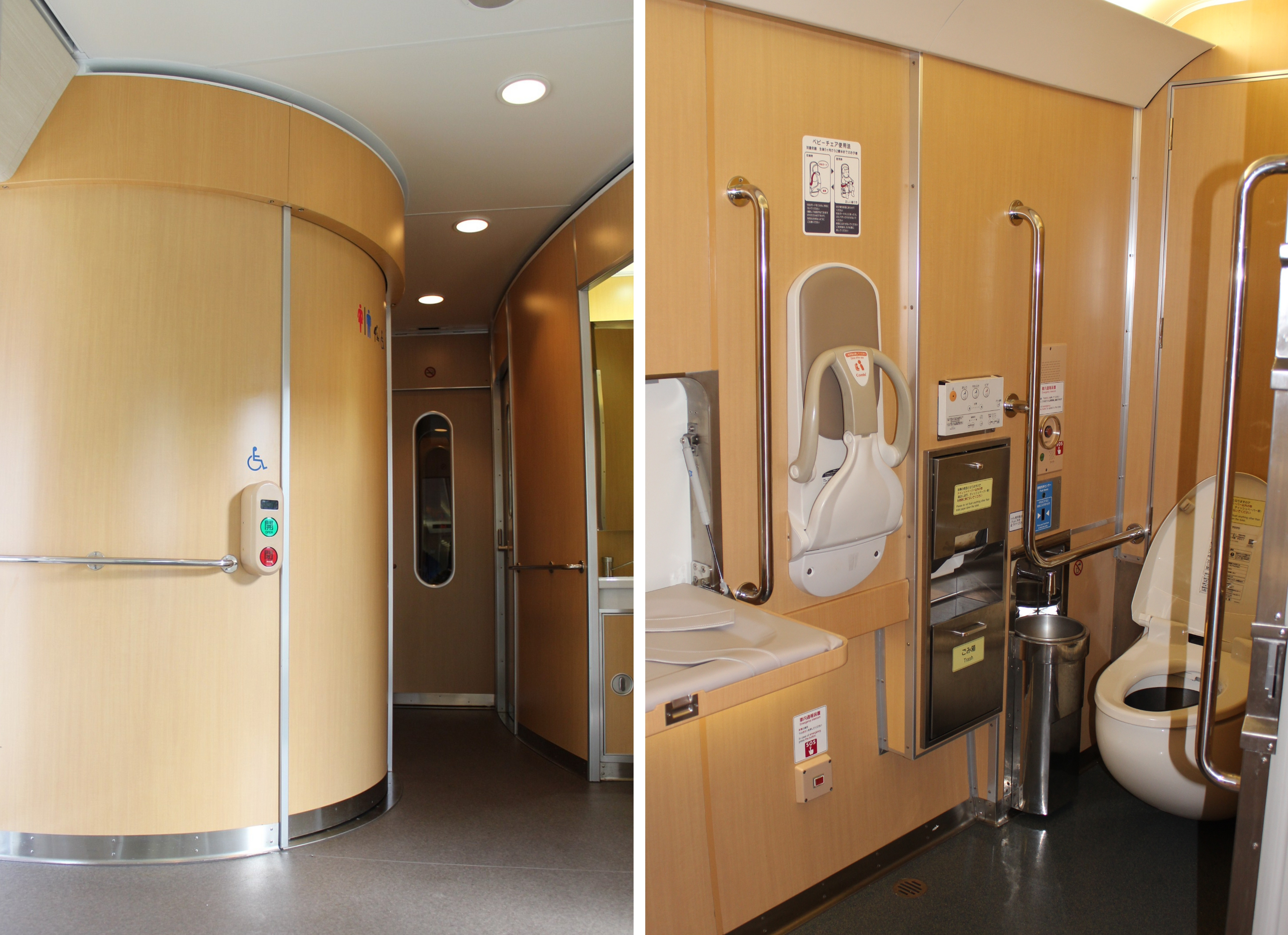
近鉄23000系電車の多目的トイレ

列車便所（れっしゃべんじょ）は、鉄道車両の車内に設置される便所のことである。

## 設置と形態
鉄道草創期には列車への便所設置はなく、乗客は途中停車駅での休憩時間に用を済ませる必要があったが、鉄道網の延伸で19世紀中期には長距離の鉄道旅行が普及し、欧米の鉄道では車内に便所を設置することが一般化した。
長距離運用のあるアメリカなどでは、ディーゼル機関車の車内に便所を設置した例もあったが、日本で機関車に便所を設置した例はない。これは、長距離列車の場合でも、機関士・運転士は通常2時間程度乗務し、所定の駅で別の要員と交代するため、便意は長距離乗務のある車掌ほど深刻にはならないとされていた。なお、貨物列車に乗務するJR貨物では長い乗務時間でも用を足せるように簡易トイレを持参する運転士もいる。
ヨーロッパのように、陸続きの鉄道やアフリカなど治安の悪い国々の鉄道では、無銭乗車者、密入国者、麻薬常用者などの犯罪者が潜伏するおそれがあるため、ホーム停車中はトイレが施錠され、使用禁止とされている例もあり、自動小銃を携行した警備員が警戒に当たっている場合もある。日本でも不正乗車をする利用者が中で車内改札（検札）を逃れるケース、通学の中学・高校生などが中で喫煙するケースや、内部で放火などの犯罪が行われたりするケースが後を絶たない。

### 真空吸引式・清水空圧式
真空吸引式はトイレタンクを減圧して真空にしておき、臭いなども含めて吸引する方式である。このほか、清水空圧式も利用されている。

### バイオトイレ
2008年に北海道旅客鉄道（JR北海道）が列車便所にバイオトイレを導入する研究を、札幌のベンチャー企業バイオラファーと茨城県の機械製造企業スターエンジニアリングとの共同で行った。おがくずに専用の細菌を混ぜたものを分解槽に入れ、その中で汚物と攪拌することで分解処理し、二酸化炭素と水に変える。従来のバイオトイレには低温に弱い欠点があったが、新たに研究された低温に強いアシドロ菌が導入されたことで、低温の環境下でも使用可能になった。タンク内の汚物の抜き取りおよび汚物の処理には多大な費用を要するが、バイオトイレは菌の交換、攪拌とヒーターの燃料費が掛かる程度で、大きなコストダウンが見込まれるとした。翌2009年には流氷ノロッコ号の客車1両に試験的に搭載された。

### 開放式

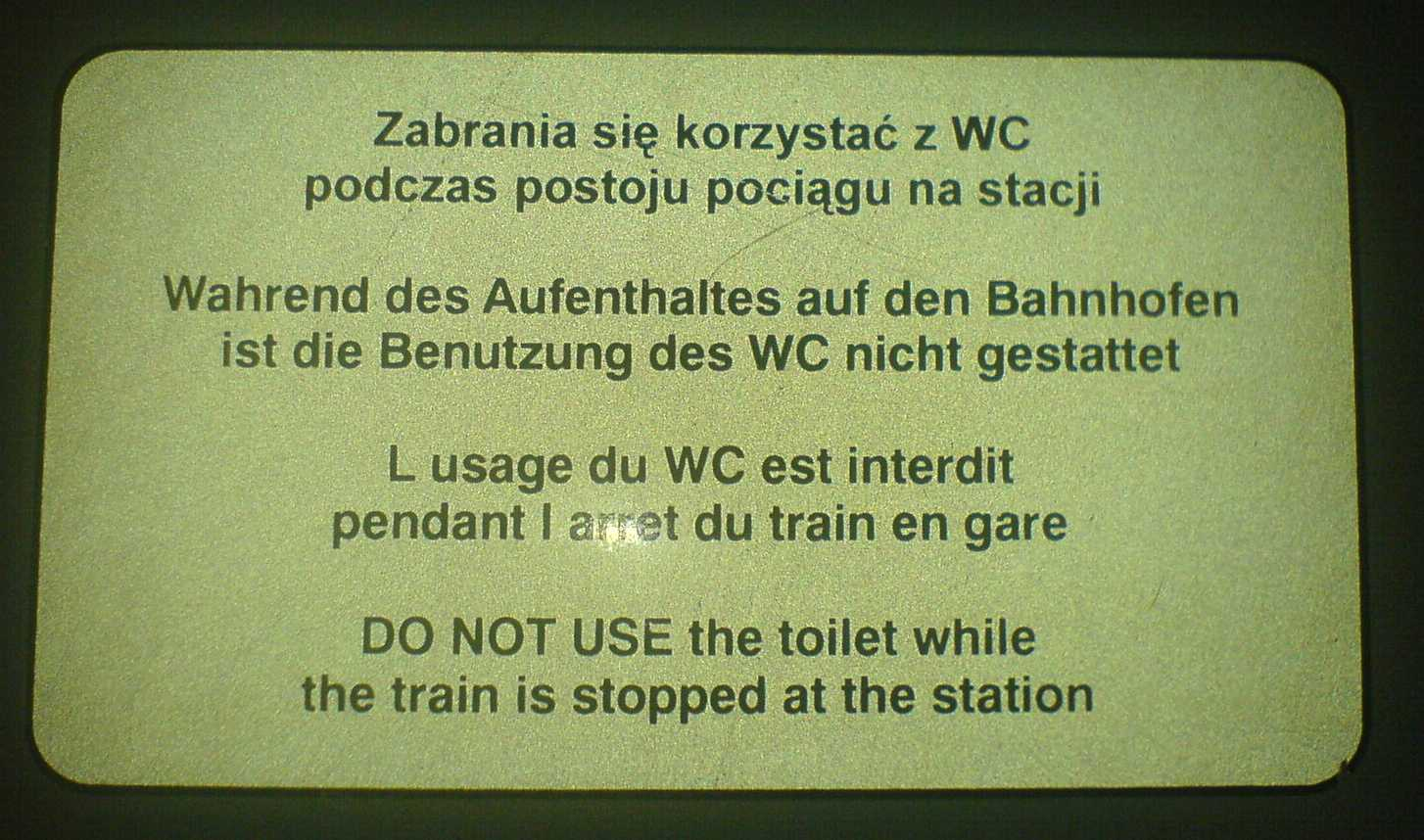
停車中のトイレ使用を禁じるプレート（ポーランド、独仏英の4か国語でその旨が書かれている）

開放式とは、列車内の便器の下から直に線路に開放されている方式をいう。俗に「垂れ流し式」ともいう。英語では "drop chute toilet"（落下式便所）または "hopper toilet" 。汚物は高速運転中であれば自然に線路上に飛散し、屋外環境においては自然に風化・消滅する。
列車便所ではもっとも原始的な方式であるが、日本の鉄道でも19世紀末から100年以上にわたり開放式が実用されていた。発展途上国のみならず、ヨーロッパにおいても高速列車以外では未だに多く残っている。開放式の場合、列車走行中でなければ汚物は自然飛散せずにそのまま直下に流下してしまうため、停車中には使用しないよう注意書きが掲示されることがある。また、トンネルや地下線区間でも風化を期待できないため、使用が禁じられている事例がある。
線路等の鉄道設備への衛生上の影響や、沿線住宅地域への悪臭等の被害など「黄害」（おうがい、こうがい）と呼ばれる問題が生じた。

### 粉砕式
処理方式として汚物に薬品を混ぜて化学的に殺菌・脱臭した上で、回転羽で粉砕して線路に排出する方式。黄害を根本的に解決できなかったことから、廃止された。 

### 貯留式
最初に列車便所に貯留式便槽を設けたのはイギリスで、地下鉄線に直通する客車の汚物飛散対策として1910年頃に実用化したのが最初である。日本での導入は、1950年代までずれ込んだ（後述）。貯留式のトイレは汚水の抜き取りを頻繁に行わなければならず、構造上、列車車両がトンネル内などに高速で入り車内が減圧するときに技術的な課題があった。

### 循環式
循環式は1964年に開発された方式で、貯留タンクに溜めておいた初期水と希釈された薬剤液で便器を洗浄し、洗浄水を循環使用する方式である。しかし、再利用水は使用するたびに汚れてしまい、運用の時間の長い車輌では洗浄水が屎尿の色に変化したり、大便や清拭紙の固形物によるトイレの詰まりが頻繁に発生した。また、悪臭を防ぐための薬剤液が環境に悪影響を与えると批判され、使用量が減少したが、悪臭の抑制が課題とされた。

### 浄化排水式（カセット式）
浄化排水式（カセット式）は1979年に開発された方式で、汚物用のカセットと汚水の貯留消毒用の消毒槽で構成される。

## 日本の列車便所
短距離向けの通勤用車両の一部を除いて、日本の旅客用鉄道車両の多くは車内に乗客用の便所を設置している。それらは車両内の限られた空間に設置される必要性から、通常の建築物に設置される便所とは多分に異なる性格を有し、独特の発達を遂げてきた。
日本の鉄道では洋式便器を設置するのが普通で、2010年までは階段状の床板に填め込まれた和式両用便器が設置されていた。室内片隅には小型の手洗器が設置されている。また特急列車などの優等列車に設置される列車便所は、多くの場合隣接する形で洗面所室が設けられている。

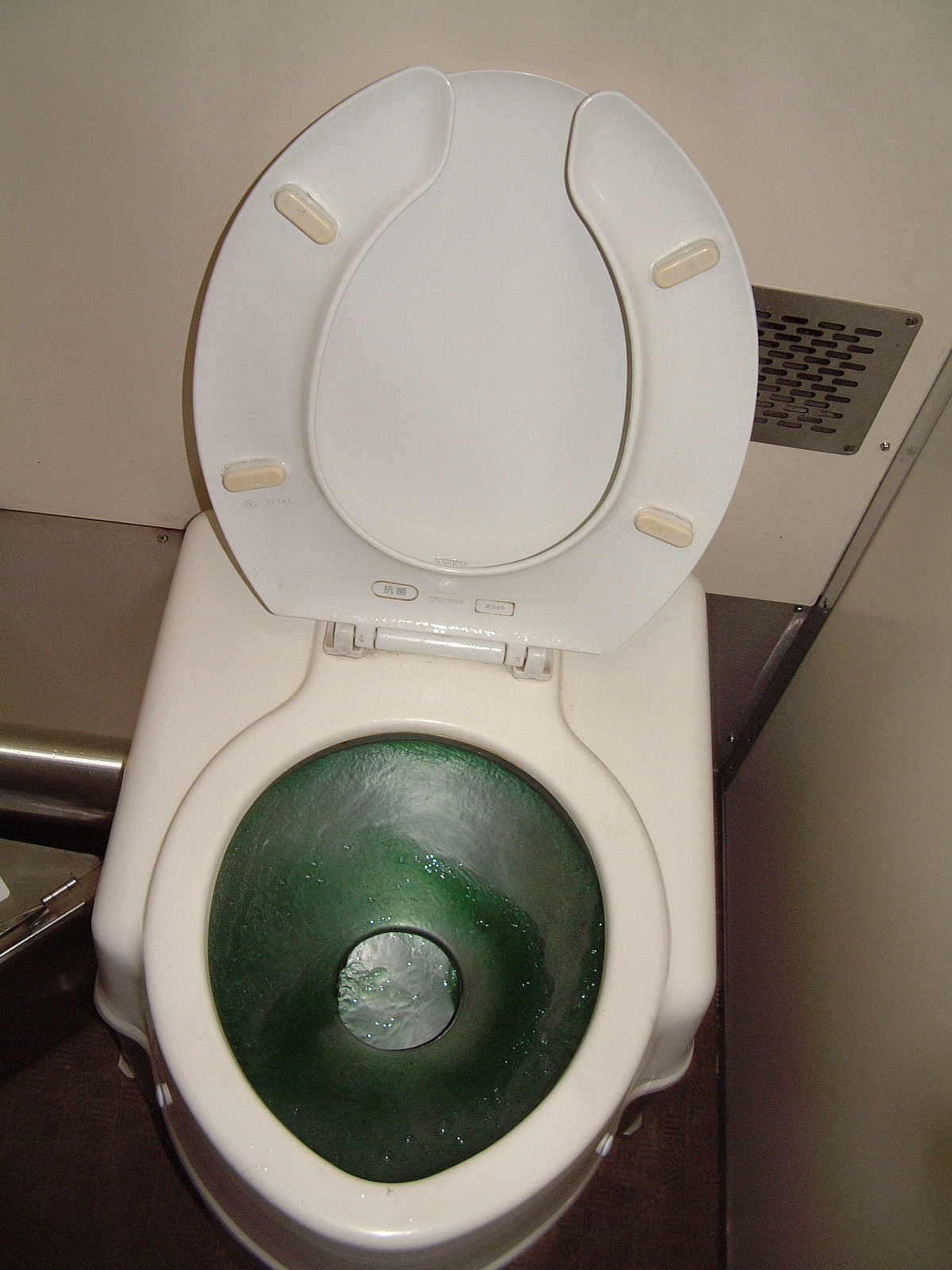
キハ54形の便所

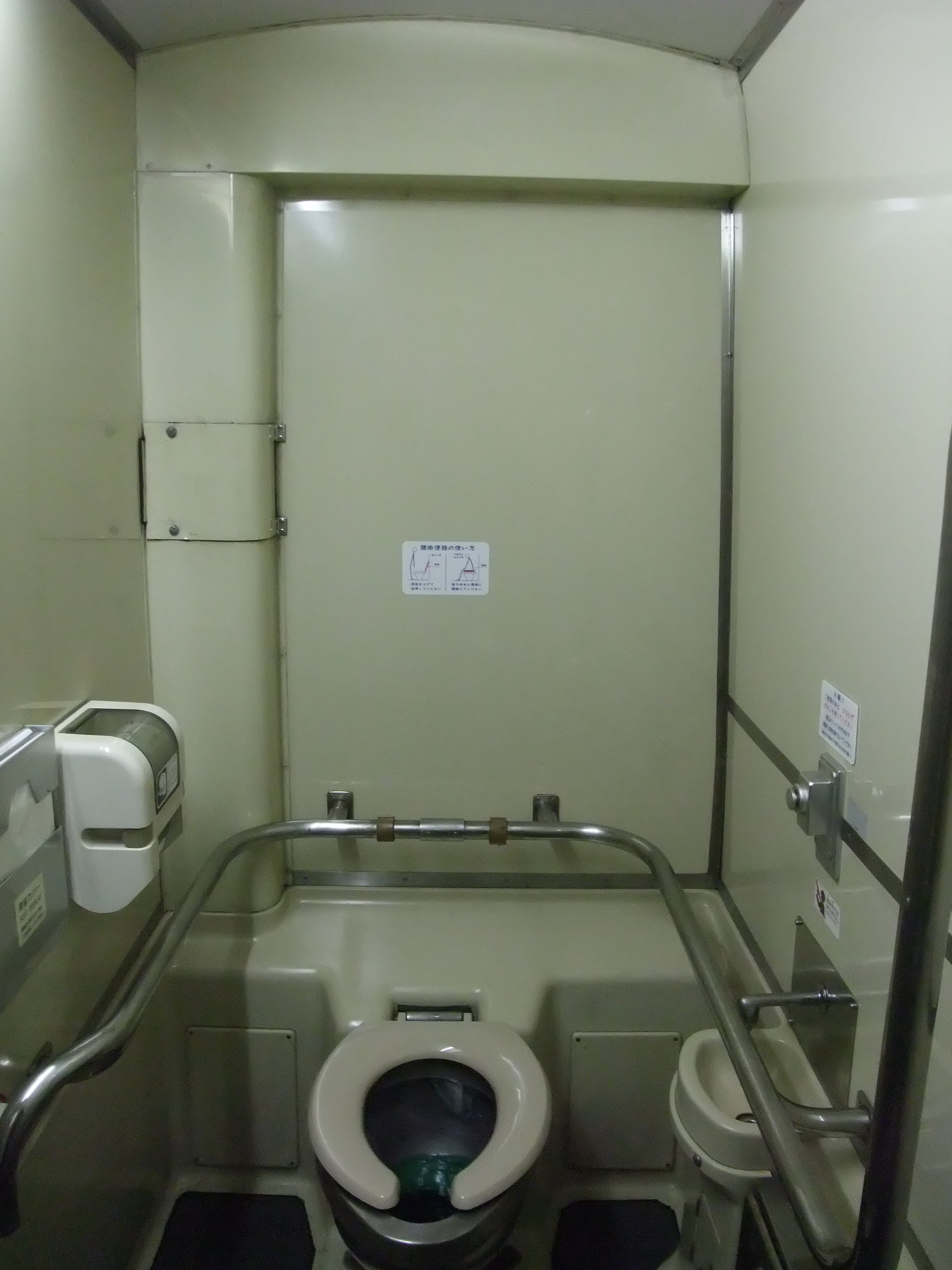
FRPで構成されユニット化された新幹線0系電車の化粧室

通勤形車両については本数が多く、乗車距離が短い大都市への導入がほとんどであるため便所が設置されることはあまりないが、地方では乗車距離が長い傾向にあるため設置される場合がある。国鉄・JRにおいては、国鉄時代は気動車であるキハ35形とキハ38形0番台では100kmを超えるような長距離運用が想定されたため、製造時から便所が設置され、旧型国電の通勤形においても地方への転出に際して一部車種に設置した事例はあるが、新性能電車で便所を設置した事例はない。ただし国鉄分割民営化後には103系・105系・205系の一部に便所を取り付けた改造車が登場した。JR発足後は、地方でも通勤形車両が導入されるケースが増加したため便所付きの通勤形車両が増加している。
列車トイレで使用されるトイレットペーパーは一部の列車を除き設置されていないケースが多かったが、現在では追設または車両新製当時などから既に設置されているケースが増えつつある。またかつては、鉄道駅構内のトイレにおいてもペーパーの設置が行われず、代わりに入口にちり紙の自動販売機を設置する事例が関西を中心に多かったが、2000年代から2010年代にかけては設置される事例が増加している。旧国鉄時代から現在のJRや各私鉄各社が使用するトイレットペーパーのメーカーはダイオーペーパープロダクツ（旧・日清紡）の「白樺」が多かったが、現在はそれ以外の多数メーカーも使用している。JR九州では駅のトイレも含め、乗車券をリサイクルした再生紙トイレットペーパー「きっぷうまれ」を使用している。

### 私鉄の車両
私鉄では、運行距離が短い路線が多いため有料特急用車両を除いては一般的には便所がないが、長距離を運行する料金不要の優等列車にも通勤形車両が使用されることがあり、近畿日本鉄道・東武鉄道・小田急電鉄・西武鉄道・京浜急行電鉄では通勤形車両であっても便所を設置した事例がある。このうち、現在でも便所付き通勤形車両を保有しているのは近鉄と西武、京急である。小田急では2220形で便所を設置したが、小田急線自体の利用客急増に伴う混雑激化もあり、2両編成化に際して撤去された。東武では7300系と7800系の一部で設置した車両もあったが、そちらも利用客急増に伴う混雑激化と黄害対策もあり、後に撤去された。
小田急と東武ではその後登場したロングシートの通勤形車両において便所は設置されていないが、他ではロングシート以外の通勤形車両（料金不要の優等列車にも使用されるもの）でトイレ付き車両を保有しており、東武はセミクロスシートの6050系、西武はデュアルシートの40000系0番台とセミクロスシートの4000系が、京急ではデュアルシートの新1000形1890番台がこれに該当する。京急の車両は通勤用としては珍しく男子小用便所も設置する。近鉄の場合は大阪線・名古屋線系統で片道100kmを超える伊勢方面へ運行する関係で、主に急行列車に使用するクロスシート車（デュアルシート車含む）と一部のロングシート車に設置している。

### 列車式便所
| 汽車便 |  | 洋式列車便所 |
| 汽車便 |  | 洋式列車便所 |

2010年までの車両に設置されてきた和式列車便所である。特徴的な形態として、元来屈んで用便する形態ながら男性が立って小用する用途にも使いやすいよう、床を2段式として便器後端を手前側に突出させていることが挙げられる。この形態は「両用便器」「列車式便所」ないし「汽車便」（きしゃべん）と呼ばれ、面積の制約から男性用小便器を独立して設置できない住宅などにも昭和初期から取り入れられるようになった。
古くは便器後端を突き出させた構造は後年と同じであったが、床面から20cm程度便器が宙に浮いたような作りになっていた。便器周囲は配管がむき出しで床は設けられておらず、便器両側には屈んで用便するための踏み台が設けられ、その天板は石板を用いていた。だがこれでは便器周囲に飛散した汚物を完全に清掃することが難しく不潔であるため、1949年以降の鉄道車両（国鉄80系以降）は、家屋同様に便器周囲に完全に床を付けて階段状とし、併せてタイル張りとすることが普及した。この階段状の便器を考案したのは島秀雄であり、後に彼の苗字を取って「S式便器」と呼ばれるようになった。さらに1950年代後半以降、列車便所内装にはアルミニウム・プラスチックの化粧板やビニル床材が用いられるようになり、より清掃しやすくなった。1960年代後半からは強化プラスチックによる一体成型型便所も用いられ、組立・清掃の省力化を図っている。
走行中は揺れるため、便器の前の壁に手摺りが設けられている。
戦前の日本の鉄道では洋式便所の例は初期を除いてほとんどなく、外国人の利用が想定される優等車両（かつての1・2等車、現在のグリーン車など）であっても、和式便器上に別体の便座を適宜取り付けて洋式便器の代用としていた（2022年時点で現存する車両ではJR西日本が保有するマイテ49形一等展望車の便所に残されている）。ドイツ人建築家のブルーノ・タウトは「合理的なアイデア」と評価していたが、実際には不潔で評判が悪かった。
列車便所に洋式便器が本格普及したのはスロ60形特別二等車（現在のグリーン車）が登場した1950年以降で、当時の進駐軍の要請がきっかけである。以後優等車両はグリーン車は洋式・普通車は和式を配置してきたが、国鉄民営化以降の特急車両はJR北海道・JR東日本・JR西日本・JR九州で洋式のみの設置となった他、普通列車でも、1990年代以降はバリアフリー化の動きや乗客のニーズに伴い、普通列車用車両でも高齢者や障害者が安全に利用できる洋式便器のみを設置する例が増え、2000年代後半からは新規設置はほぼ洋式となり2010年からは和式便所を設置する車両はなくなった。JR四国など地域性を理由に洋式便器の導入には消極的な鉄道会社も2000年代前半まであったが、全体としては洋式便器への移行傾向が強く、和式トイレの車両が廃車されて新型車両になる度に洋式が増加している。他者との便座共用を嫌う旅客の意に対しては、当初は電動巻き取り式のポリエチレン覆い膜付き便座を用いた例もあったが摺動部の故障が多く、一般の洋式便所と同様に便座用敷き紙もしくは消毒拭き取り液の設置が一般的になりつつある。
男女共用のトイレの他に、男性用小便器を備える車両や女性専用の個室を設けたり、JR九州などは男女別の洋式を設置しているケースもある。

### 列車便所の付帯設備

#### 水洗装置
列車便所は、手洗い用のシンクを共に設置する兼ね合いもあって、比較的早期に水洗装置が採用された。
当初は、客車に動力がないので便所上の屋根裏に水タンクを収め、重力降下で水を供給するという構造が基本であった。最初期はここに水を入れるべく駅で作業員が屋根に上って行っていたが、この方式は電化区間で危険なため間もなく給水管の位置が変更され、水道の水圧で十分屋根上まで水を運べることから下から給水できるようになった。
配管は天井板から便器まで壁を伝って接続され、途中に手動式の洗浄弁が設置された。しかし手動弁は尿などの飛散で不潔になりやすい欠点があり、また通常木造車体であった1920年代以前の客車では、屋根裏に設置できる水タンクの容量にもスペースや強度負担の面から限界があった。1929年から1931年にかけて客車の空気ブレーキの取り付けが行われた際に、副次的効果として圧縮空気タンクの標準装備化で空気圧を車内設備に使用できるようになり、これまで屋根上に設けられていた水タンクから重力で水を落とす機構を床下のタンクから水を押し上げられるようになったことで、水容量が屋根水タンク時代の約357リットルから床下タンク化で約500リットルに増加した。この際、足元に足踏みペダルを設置して水洗用ポンプを作動させる方式が採用された。以降近年までの長きにわたり列車便所の水洗装置は、手洗器ともども足踏み弁作動式の車両が多かった。
しかしその後はバリアフリーの観点から、足踏み式では足の不自由な旅客が扱うことが困難であることが指摘され、1990年代以降は航空機と同様にボタン操作の電動式や、さらに進んで赤外線感知機に手をかざすことで作動する「電子弁」が、手洗器ともども普及を見せている。

#### 便所使用知らせ灯と戸錠

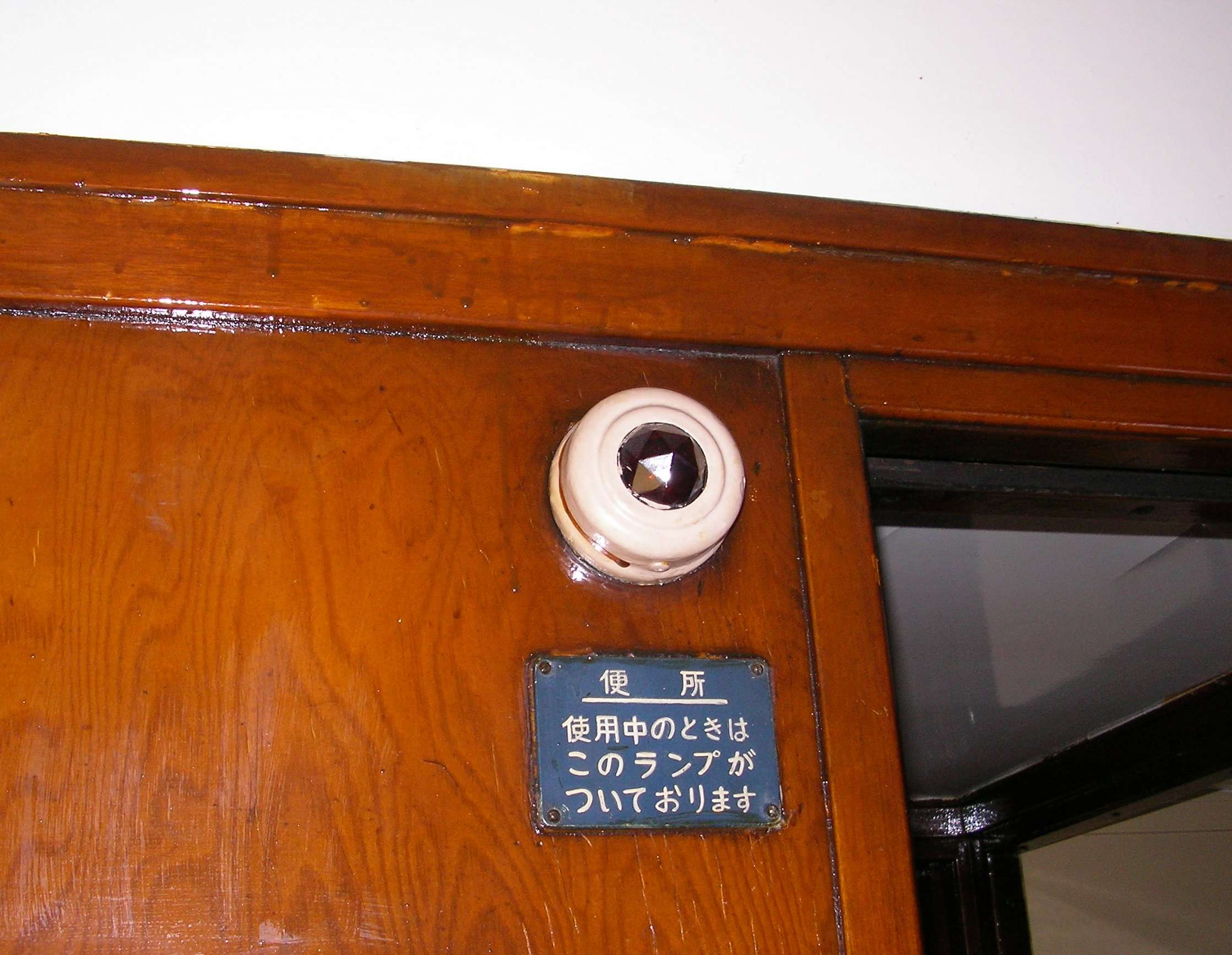
初期の便所使用知らせ灯（国鉄オハユニ61形）

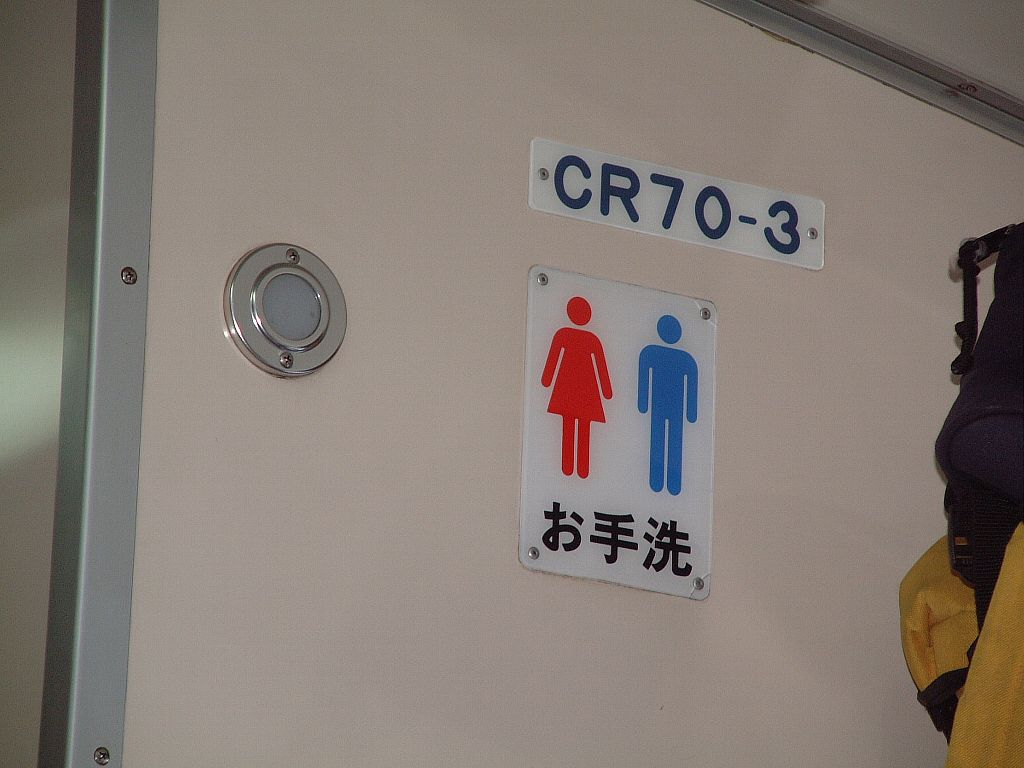
便所使用知らせ灯（北海道ちほく高原鉄道CR70形気動車）

列車便所の戸口には通常、一般建築の便所の個室同様に戸錠が装備されている。例外として、戸口に背を向け立ったまま利用される男性小便所では、戸錠なしの開き戸を使い、外から後頭部のみが見える小窓を設けて設備を簡略化する事例もある。
戸錠に連動して使用中か否かを戸口脇に表示する事例は古くからあったが、1951年に製造された国鉄の急行用客車スハ43系では、客室の乗客向けとして新たに「便所使用知らせ灯」が新採用された。便所の戸錠を施錠することで、戸錠に連動したスイッチにより客室内車端部壁面の知らせ灯が点灯する仕組みである。座席を立たずとも客室内から壁面の灯火を見て空き状況を確認できる利便性があり、便所使用知らせ灯はスハ43系以降、車両の客室の標準的装備となった。
現在新造されている車両では、車両客室内に時計や電光掲示板などとまとめて掲示され、旅客向け案内の一部として表示されている。近鉄21020系・名鉄2000系など車内案内表示装置に液晶モニターを使用している車両ではそこに表示されるようになっている。
バリアフリー対応の列車トイレは電動式のドアが備えられているが、「閉」ボタンを押しただけでは施錠されないため必ず別にあるノブを回して施錠する。トイレ内にもその旨の注意書きがある。トイレ内部の「閉」ボタンを操作後施錠がない場合、音声で施錠を促すメッセージが流れる車両もある。駅や建物内に設置された多目的トイレでは「閉」ボタンを操作すると同時に施錠されるタイプが多いため注意を要する。

#### 便所窓

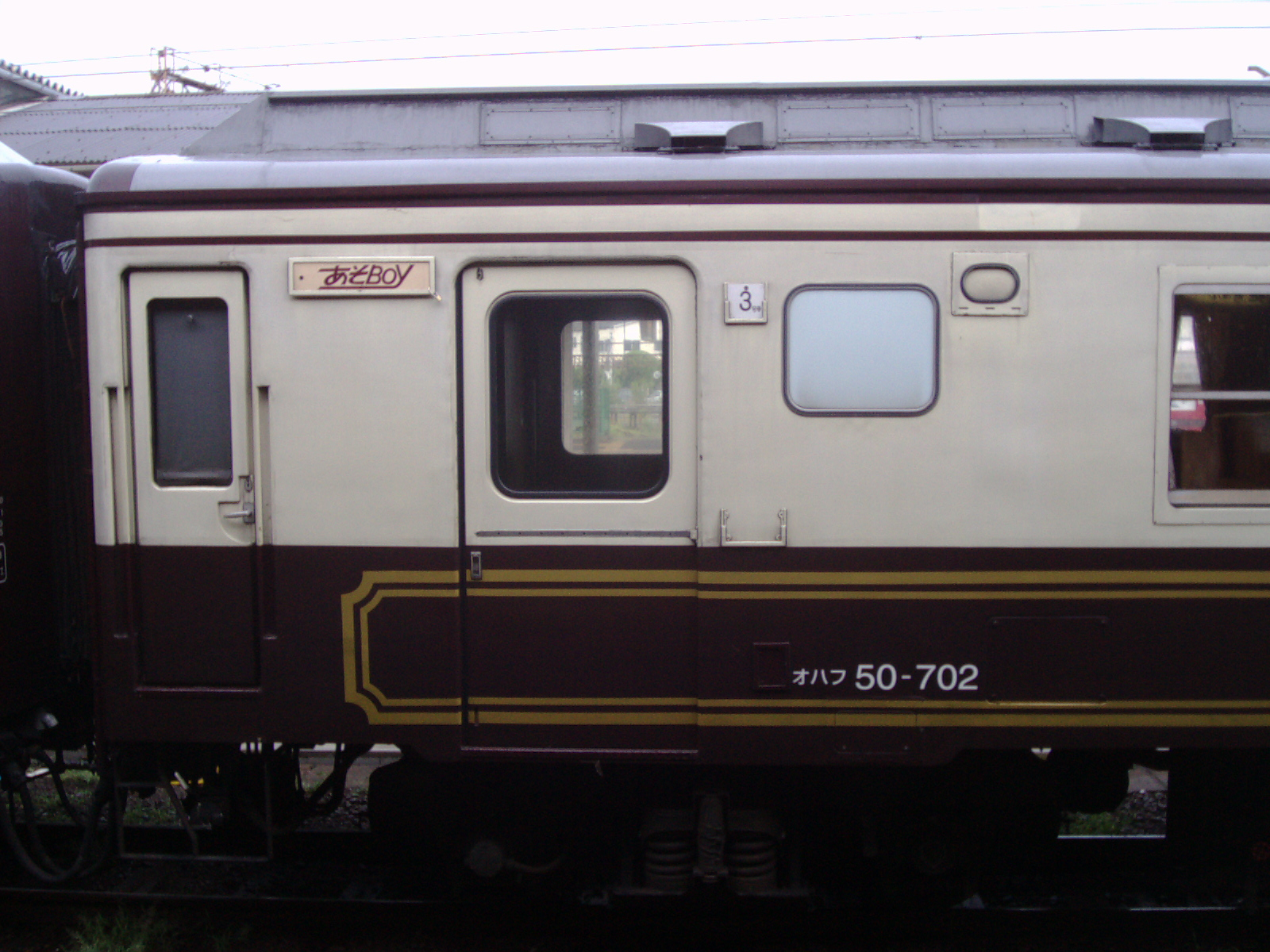
オハフ50-702「あそBOY」用客車の便所窓

古い時代の列車便所は比較的大きな窓を備え、石目ガラスや磨りガラスをはめることで採光と目隠しを両立させていた。上部を僅かに開閉でき換気を行えるようにもなっていた。しかしその一方で備え付けの照明は暗めの白熱灯であり、トンネル内や夜間の利用では非常に暗く不便であった。
1958年登場の国鉄151系を皮切りに、1960年代以降採光窓は小型化され、蛍光灯を装備するようになり客室並みの明るさが確保されるようになった。また列車便所にも電動換気扇が設置されるようになったことから、車体工作の簡略化を図るため新幹線車両を皮切りに便所の窓を設置しない例が増加し、1990年代前半以降の新車では便所への窓設置は珍しくなっている。

### 歴史

#### 列車便所の設置
日本でも1872年の鉄道開業以来、しばらくの間は列車への便所設置はなかった。止むに止まれず窓から放尿したため、10円という当時としては高額の罰金を取られたという逸話があり、なお路上で放尿した時に課せられた罰金は5銭であった。
日本で列車の車両内に便所が設置されたのは、1876年に官設鉄道神戸工場で製作された形式AJ（後の1号御料車（初代））を嚆矢とする。他には1880年に北海道の鉄道向けに貴賓車としてアメリカで製造された「開拓使号客車」の例もあるが、一般旅客向けの客車に便所が設置された最初は、山陽鉄道が1888年にイギリスから輸入した上等車であり、官設鉄道では1889年の東海道本線全線開通時である。
同年、政府高官の肥田浜五郎が、東海道本線列車が藤枝駅に停車していた際に駅便所に行っていたせいで列車に乗り遅れかけ、これに飛び乗ろうとして線路に転落死したことが鉄道車両への便所設置のきっかけになったとする通説があり、政府高官の死とあって関心が高く新聞報道もみられるが、実際にはこの事故以前から便所設置は計画されており、イギリスへの便所付客車の発注記録も残っている。これは東海道本線全線を直通する列車の運行に備えての措置である。1900年に施行された鉄道運輸規程の第32条に「三時間少クナクトモ一回五分以上停車セサル列車ニハ各客車ニ便所ノ備ヘアルコトヲ要ス」と規定され、長距離を運行する客車はほとんどが便所付で新製されるようになる。
初期の便所付き客車における図面上の便所区画を見ると、貴賓車・上等車では同時期の欧米同様に、平らな腰掛け中央に丸穴を開けて腰掛け式便座とした洋式便所が導入されていたことがうかがえるが、当時の日本の実情には適さず、早期に和式便所に移行した。

#### 電車・気動車・車掌車への拡大
電車への便所設置の最初は、1911年（明治44年）の南海鉄道（現：南海電気鉄道）の電附1形からで、当時日本最長の電車運転（難波-和歌山、約60㎞）を行っていた南海鉄道では所要時間が2時間ほどかかるため、増備車の電3形（電動車）にこの電附1形（制御付随車）を連結して運行を行っていた。
国鉄では、便所付き電車は1923年（大正12年）年に完成したサハ43550形で、本来は東京 - 熱海の100㎞以上の区間を走ることを想定しておりセミクロスシートの車両だったが、同年の関東大震災による東京近郊の被災車両の穴埋めに電動車デハ43200形などと共に回され、2等車を除き3扉ロングシートに改造、製造済みの車両の便所も全く使用されずすぐに撤去された。その後、比較的長距離を走る横須賀線の32系電車サロハ46・サハ48形に便所が取り付けられたのが、1935年（昭和10年）になってからである。
気動車への便所設置は、中国鉄道（現在のJR津山線）のガソリン動車であるキハニ120形・130形が最初で、1932年のことである。
貫通制動のない時代の貨物列車に連結された緩急車には便所が設置されず、初期の貫通制動である真空ブレーキが普及し出した時代も同様であった。貫通制動の普及した1926年に2軸客車から改造製作されたヨフ6000形（後のヨ1形）およびヨフ7000形（後のヨ1500形）では、種車に設置されていた便所はそのまま残されたが、初の鋼製車掌車となるヨ2000形（1937年製造）では便所の設置は見送られ、合造緩急車も同様であった。ようやく便所付の車掌車が登場したのは、旅客車両から遙かに下った太平洋戦争後である。1951年から新製・改造で増備された急行小口貨物列車用のボギー有蓋車ワキ1000形の車掌室付き型ワムフ100形が最初であったが少数例で、その後は1960年代に高速貨物列車用ボギー貨車でユニット構造の車掌室が設置された際に便所付となり、2軸車掌車に便所が本格的に普及したのは、国鉄最後の新製車掌車であるヨ8000形（1974年-1979年製造）であった。

#### 垂れ流しによる黄害

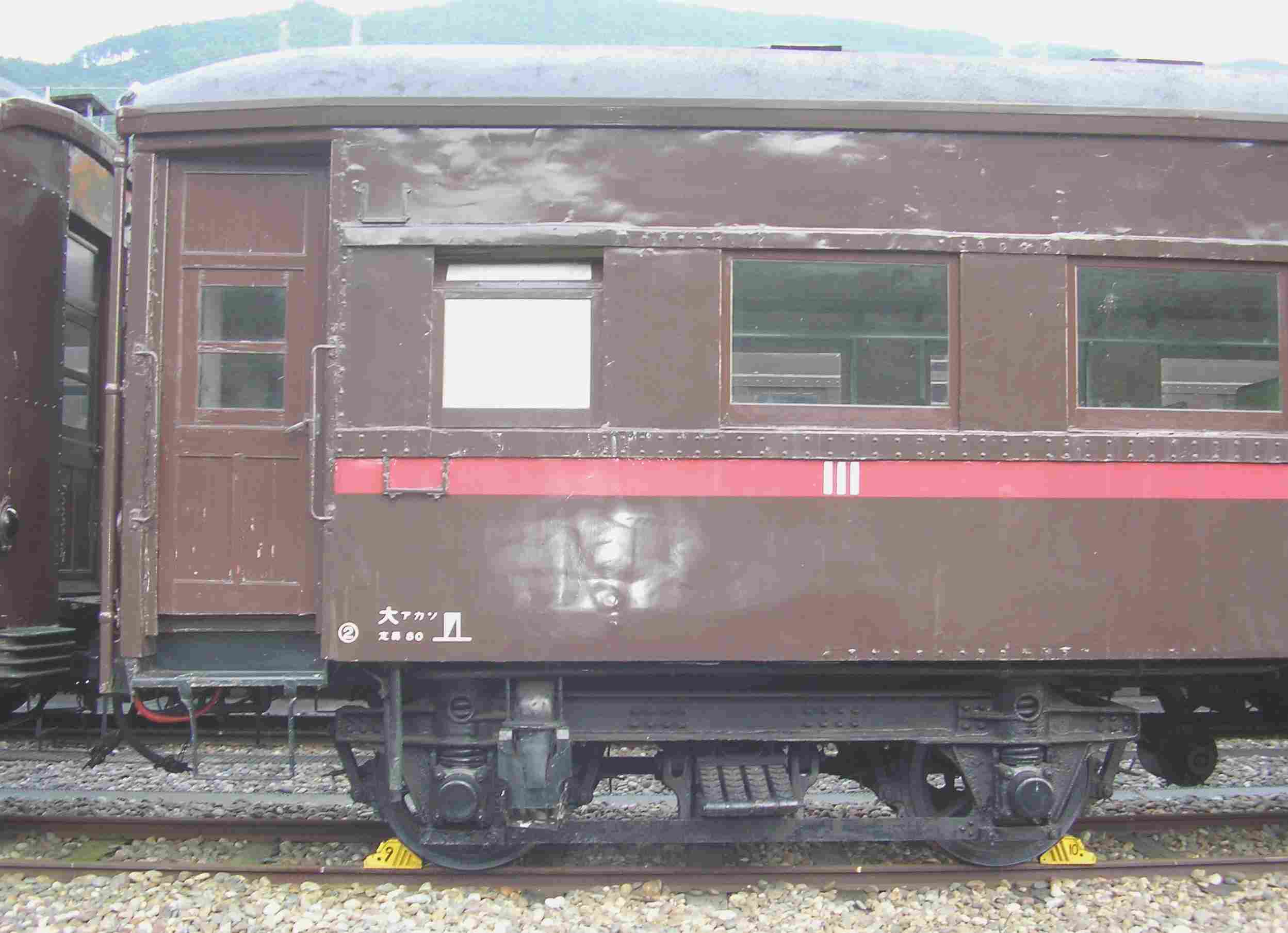
旧型客車オハフ33 115の便所付近。白く目隠しされた便所窓の真下、台車側面に汚物流し管と細い手洗水排水管が見える

明治時代以来、列車便所は専ら「開放式」と称して、汚水管を線路上にそのまま開放し自然流下させるもので、便器の穴から線路が見えるストレートな構造のものもあった。古くは鉄道沿線に住宅がほとんどなく、一般家庭の便所も殆どが汲み取り式で田畑においても下肥が重用されていたような時代もあったにせよ、沿線の都市化が進んだ戦後に至るも、昭和末期に国鉄が分割民営化されるまで実態は長年にわたり変わらなかった。
1880年代以降、1950年代までの改良は、客車床板にただ穴を開けただけの初期の構造（開拓使号や東海道線の初期列車便所）から、開放位置を低くするため床下に円筒状ないし角筒状の流し管を取り付け、さらにはその流し管の先端にゴム製の暖簾状の導風具を取り付けて、極力地表面に近い位置で飛散させるようにする程度で、根本改良にはほど遠かった。
国鉄は汚物を流す際、水とともに処理液タンクからタール系の処理液を混合してその後、処理機で混合･粉砕し、脱臭タンクで殺菌・脱臭して車外排出する粉砕式汚物処理装置も開発し、1960年代に20系寝台車など一部の優等列車用車両で用いた。しかし消毒・固化しているとはいえ汚物を外部飛散させていることに変わりはなく、それに加えて用便紙以外の異物流入による装置の不具合や故障などのトラブルも多かったため、1987年の国鉄分割民営化までに廃されている。
いずれにせよ、列車走行中でなければ汚物は自然飛散せずにそのまま直下に流下してしまうため、開放式便所の戸口には「停車中は使用しないでください」という札が付いていたが、それにもかかわらず使用されることは少なくなく、駅の中長距離列車用の乗降ホームではたびたび臭気が漂い、その方向を確認するとペーパーと共に屎尿物が放置されていることも多かった。汚物処理装置設置以前の国鉄当時の車両の便所には東北本線・高崎線用の車両には上野 - 大宮間、常磐線用の車両には上野 - 取手間、東海道本線・横須賀線用の共通運用車両では東京 ｰ 平塚間、中央本線用の車両では新宿 ｰ 高尾間でトイレの使用を控えるような注意書きプレートが貼付してあった。関西地区では日根野電車区所属の車両で、紀勢本線以外の線区ではロックして使用禁止、東海道本線・山陽本線では京都 ｰ 西明石間で使用しないよう注意書きがしてあった。北部九州地区でも南福岡電車区所属の車両には、関門トンネルを挟む下関 - 門司間や北九州市・福岡市の市街地区間でのトイレの使用を控えるよう注意書きがしてあった。夜行列車が数多く運行される線区では、終着駅到着直前の朝の通勤時間帯に便所利用が集中することが多かった。垂れ流し時期の主に上り列車では、東京や大阪の近郊区間に使用禁止となるので、その区間前や降車後の駅のトイレでの利用を余儀なくされた。
このため、当該沿線住宅地域では汚物飛散被害が生じ、またトンネルや地下線路内では拡散が期待できず、多くの主要駅構内では夏場に異臭が漂い衛生害虫が発生するなど、古くから問題が多かった。加えて車両や線路をも汚すため、保線区員や信号通信区員など鉄道の保守・整備・工事に従事する職員らからも批判が強かった。
JRグループでは、2002年3月に北海道旅客鉄道（JR北海道）の車両を最後に、垂れ流し便所付車両の運行を終了した（例外として垂れ流し便所を閉鎖した上で運行している車両は存在する）。しかし私鉄では、国鉄時代の旧型客車を、現在も所有し運用する大井川鐵道にのみ封鎖せず現役で、鉄道会社が営業する本線上に「SL列車」の客車として在り続けて、大井川鐵道のホームページサイトでも使用を案内されている為、日本国内では僅か1%の現役だが、垂れ流し便所付車両は今も残り続けている。 後年にJRグループから大井川鉄道へ譲渡されたが、部品盗難などの事情により現在も運行がされない、休車中の12系客車や14系客車の運行予定から営業開始後の、旧型客車の今後の扱いが決定するまでは現役を続けると予想されている。

#### 貯留式汚物処理装置の導入
日本では早くも1952年頃から垂れ流し便所の不潔さが指摘され、1958年には国鉄と小田急電鉄がそれぞれ独自に貯留式の装置を実用化した。この方式は1961年に登場した南海高野線の特急用車両でまず採用され、1963年に登場した小田急NSE車や1964年に登場した初期の新幹線車両にも用いられている。もっとも初期の単純な貯留式では、洗浄水によって数時間の運用で汚物が溢れ出してしまうため一般化はしなかった。新幹線でも東京-新大阪間1往復で便槽は満杯となり、車両基地での汚物抜き取り時間確保に悩まされた。
1969年10月27日、国鉄の常務会は人口密集地を走行する東海道本線、山陽本線の特急、急行列車に新幹線並みのタンク式トイレを装備することを決定した。従来の糞尿垂れ流し方式では、保線区員、信号通信区員などの工事職員は列車通過時の線路脇での待避中に糞尿を浴びることが度々あり、1968年には労組が『国鉄糞尿譚』を出版して世論に訴えることもあった。しかしタンク式トイレが装備されるようになったのは工事職員の要望が国鉄執行部に受け入れられたからではなく、沿線住民からの「衛生的によくない」という多数の苦情を受けてのものであった。
1965年に当時の清掃法において「特別清掃地域内において便所が設けられている車両を運行する者は、当該便所に係る屎尿を環境衛生上の支障が生じないように処理することにつとめなければならない。」という条文が付け加えられ、法的にも垂れ流し便所を改良しなければならないことになった。2018年現在適用されている廃棄物の処理及び清掃に関する法律においても、第5条第7項に「便所が設けられている車両、船舶又は航空機を運行する者は、当該便所に係るし尿を生活環境の保全上支障が生じないように処理することに努めなければならない。」と規定されている。
貯留式の洗浄水問題解消のため、家庭用として商品化されている泡洗浄方式（簡易水洗式便所の応用）も試用され、近畿日本鉄道などで用いられた時期がある。

#### 汚物処理方式の展開

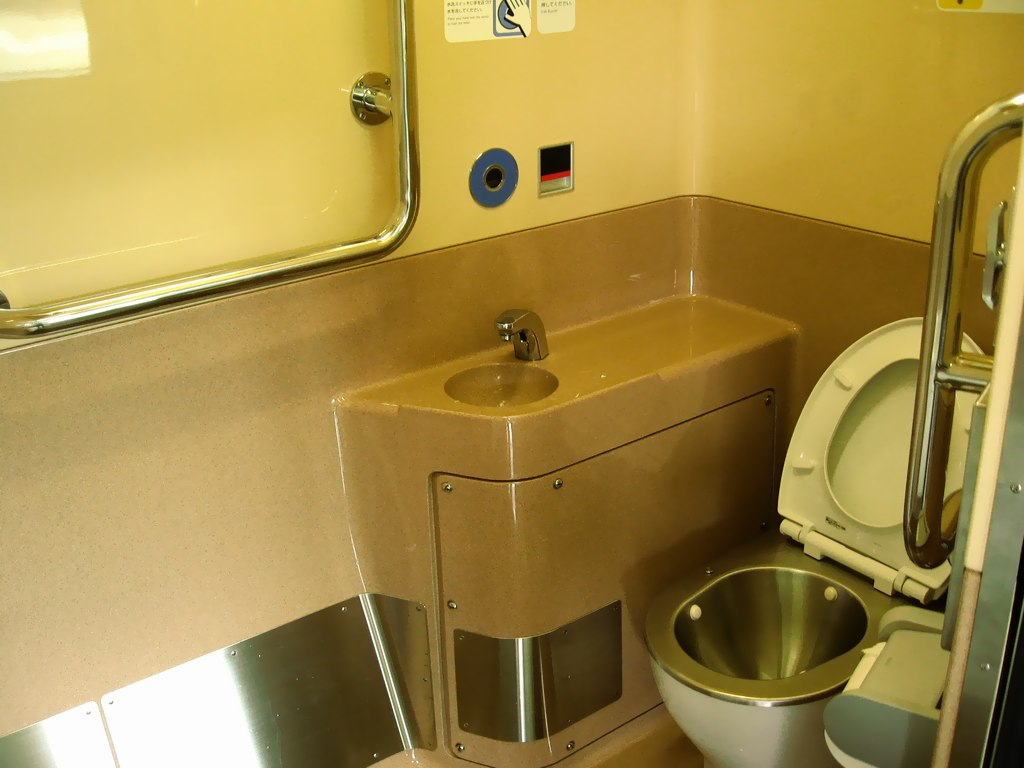
JR西日本521系電車の真空式便所

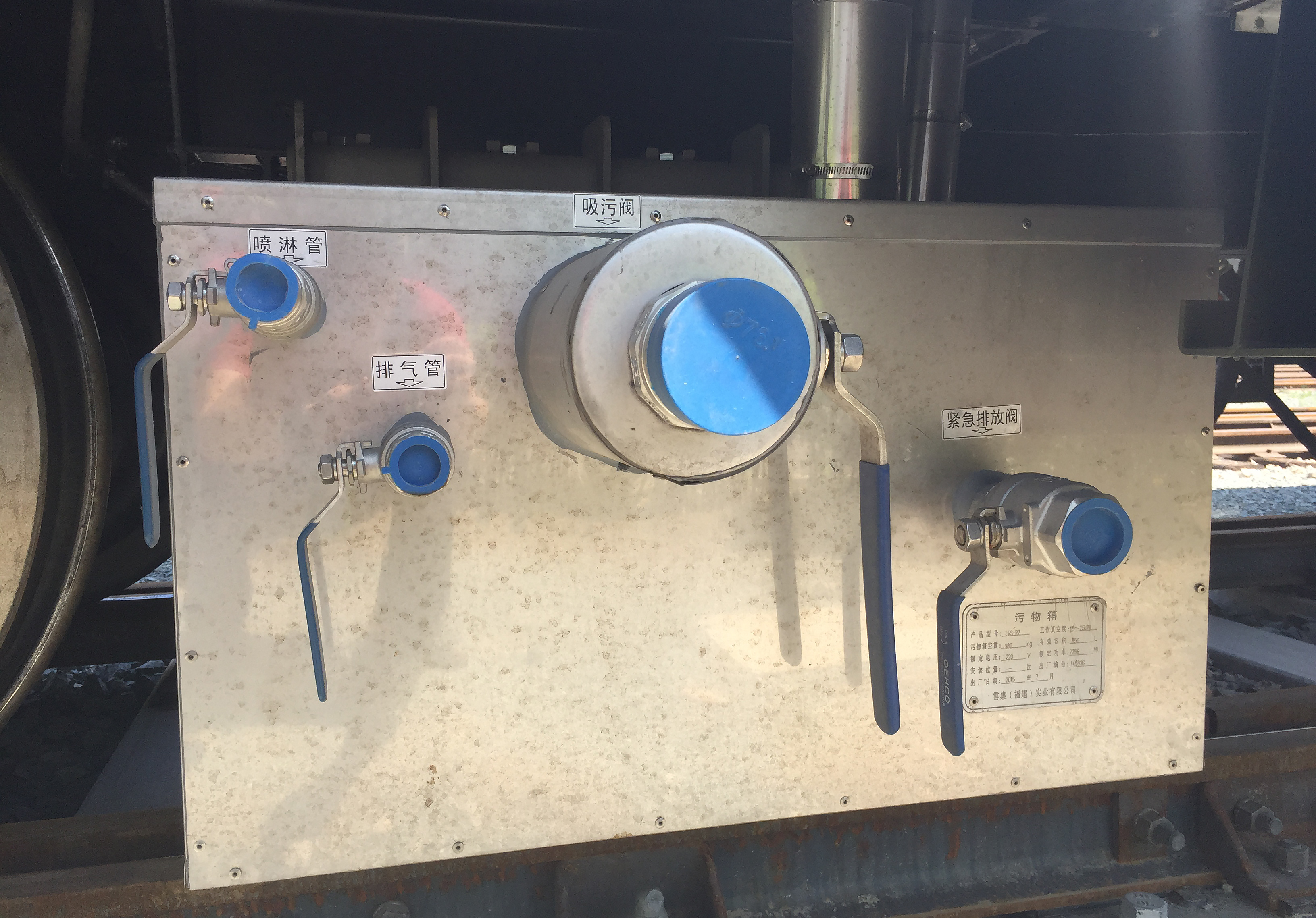
中国国鉄25T系客車の真空式汚物処理装置

汚物処理方式の本命となったのは循環式で、汚物タンクに水と薬剤の混合液が入っており、この液が便器の洗浄液としてフィルターを通してポンプにより循環する方式である。すでにそれ以前の1950年代後期から旅客機に用いられていたが、国鉄で1966年以降試作・研究が進められ、長期間にわたって汚物抜き取りをせずに済むことから、1970年代以降の主流となった。この循環式は硫酸銅系の薬剤を用いるため、洗浄水は青色を帯び、悪臭抑制のための特有の芳香がつけられている。また再利用した水分には大便や便紙に起因する固形物が含まれ、従来の陶器製便器では流水管内面の凹凸に付着して詰まりの原因となるため、それより詰まりにくいステンレス鋼製便器や、改良された陶器製便器が用いられるようになった。また1990年代以降、銀色無塗装のステンレス製便器の外観的な冷たさを避けるため、表面に色付き樹脂被覆を施した便器も登場した。FRP製の便器や、簡易水洗式便所に用いられているピストル式洗浄方式を採用しているタイプもある。
一部には、簡易水洗式便所に用いられているようなフラップ弁を設けて、便槽からの臭気の逆流を防止しているタイプもある。
さらに1990年代以降、やはり航空機の便所で用いられていた真空式が導入された。便器内の排水弁を一瞬開いた後、圧縮空気の力で汚物を吸引して汚物タンクに収める方式で、洗浄水は便器を洗浄する最小限の量で済ませるものである。1回の便器の洗浄に使用する水の使用量は180cc程度で、使用された圧縮空気は脱臭フィルターを通して排気管から排出される。
構造上、排水弁周りが複雑となるほか、洗浄水量が少なく稼動中に汚損が発生する、循環式と異なり洗浄水の循環使用ができない、不完全洗浄による臭気の発生もみられるなどの短所もあるが、汚物タンクの小型化が可能で設置場所も便所の真下でなくても良いなど、循環式よりも構造設計の自由度が高いことから急速に広まっている。家庭用の水洗式便所と簡易水洗式便所を組み合わせたような構造とし、少量の水を予め溜めておき、洗浄スイッチ操作時に底面のフラップ弁が開いて汚物を吸引し、便槽臭気の低減を図っている。洗浄水には水道水などの無臭タイプが用いられており、循環式のような特有の芳香は発生しない。登場初期は流水部分も含めてテフロン加工を施したFRP製が主流だったが、流れきらない汚物の発生への対策として、流水部分に鏡面加工を施したステンレス鋼を使用したタイプの採用もある。
他にも、水分のみ浄化・消毒して排出し、固形分を使い捨ての回収箱に収納されているカートリッジ状のフィルターに貯めて、抜き取りの際に脱着し、その後焼却処分する浄化排水式（カセット式）もあり、JR西日本の快速・普通用車両で一部を除き多数採用されている。地上側の処理設備が循環式と比べて簡素化出来る利点がある。またカセット式類似だが、固形分は電車床下で電熱焼却処分する方式などが一部で用いられている。いずれも浄化装置は家庭用浄化槽並みの性能を持ち、排水は車外に排出するが、それは飲用可能なレベルにまで浄化されている。

#### 汚物処理装置の完全整備
国鉄分割民営化以降も汚物処理のための地上設備を備えられない車両基地があり、地上設備を持たない基地に天災や事故により、循環式・真空式の便所を持つ車両が“とりこ”になってしまった結果、沿線市町村または市町村からし尿収集運搬の委託を受けた一般廃棄物収集運搬業者にバキュームカーによる汲み取りを依頼する場合がたびたび発生した。これは、現在もJR西日本など、地上に特別な設備を要しない浄化排水式と他の方式を混用している鉄道会社でまれに発生している。そのため、1980年代末に至っても主に地方線区で開放式便所の車両は多かった。中には「暫定工事」と称して、車両には装置およびタンク本体を取り付けておきながら、貯留タンクを貫通する形で便器と暫定流し管を直結して線路上にそのまま流していたというケースもあり、処理装置の本使用の際に暫定流し管を撤去してタンクの穴を塞ぎ板で閉鎖していたという車両もあり、485系や14系などに存在していた。
地方での下水道整備が進んだこと、下水道の利用できないエリアでも浄化槽の登場や地上設備を要さない車上処理システムが実用水準に達したことなどから、JR・私鉄とも1990年頃から貯留式への改造や車両取り替えが進められ、2002年頃までには日本の列車から開放式便所はほとんど姿を消した。この結果、日本は広い鉄道網を保つ国としては、開放式便所を廃絶した世界でほぼ最初の国となった。

#### 21世紀における傾向

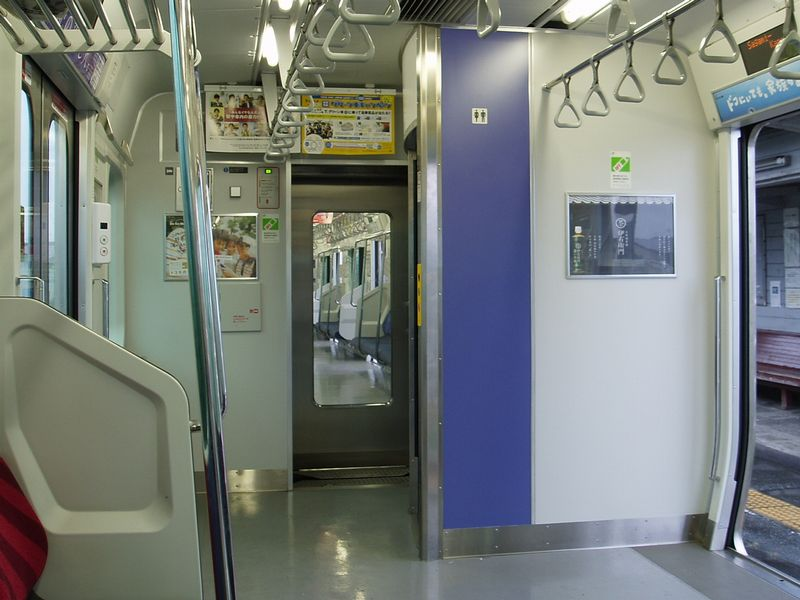
バリアフリー対応の便所ユニット（JR東日本E231系電車近郊タイプ）

列車便所は後述のように汚物処理装置の完全整備のため、旧来のものに比べ複雑化し費用上昇してきている。特に汚物処理装置を設置した場合、車両基地に汚物処理地上設備を設置して処理を行う必要があるが、費用面や近隣との環境面から基地に処理設備を設けられないことがあり、車両基地にバキュームカーを乗り入れさせて車両のタンクから汚物を抜き取っているケースもある。これらを理由に列車便所自体の封鎖（ドアノブを外したり常に施錠状態にするケースが多い）や撤去、トイレのない車両の導入などを行なうことが地方路線を中心に存在する（秩父鉄道3000系電車、関東鉄道キハ300形、長野電鉄2100系など）。
また、都市部の路線では大半の地下鉄路線をはじめとしてトイレを設置していない車両が多い。地下鉄に乗り入れる車両でトイレを設置している例は、福岡市地下鉄空港線に乗り入れるJR九州車（303系・305系・103系）、東京メトロ有楽町線・副都心線に乗り入れる西武40000系、東京メトロ千代田線に乗り入れる小田急電鉄のロマンスカー60000形「MSE」がある。また、同じ線区でも特急列車には設置していても普通列車には設置しないケースもある。利用者の乗車距離が短いことや乗車スペースを確保するためなどの要因が挙げられる。しかし本数が少ない路線では不便になるため、JR西日本キハ120形気動車や213系などトイレを追設したケースもある。代替新造車への設置や、トイレ封鎖措置車に汚物処理装置を取り付けて封鎖を解除しトイレを復活させるなどの例もある一方で、東武日光線のように車輛の置き換えによってトイレを廃止する路線もみられる。
新設・改造を問わず、バリアフリートイレ化により従来よりもスペースを拡大した点を生かして、同一室内に洗面所を組み込んだり折り畳み式ベビーベッドを設置するケース、隠れ喫煙などによる火災発生の防止のために煙探知機を設けるケースもある。また、前述の技術革新により便器洗浄に要する水量を節約出来るようになり、余裕分の水を生かしてサービス向上の観点から温水洗浄便座を導入するケース（例：近鉄22600系）も見られるようになっている。
電車の場合は、事故や沿線災害などで停電発生時にはトイレも使用できなくなるという欠点もある。気動車ではこうしたことは発生しないが、エンジントラブルなどでサービス電源が得られなくなった場合にはやはり使用不可能になる。客車の場合は（保存以外の目的で）現存する12系・14系・24系・E26系・35系4000番台・50系・77系のどれもが、電化区間や電気機関車牽引であるか否かに関わらず自前のディーゼル発電セットでサービス電源を得ているため、停電や機関車の故障による使用不可能の可能性はほぼない。

### 車内配置の傾向
JR東日本とJR東海・JR西日本ではトイレの設置場所が逆になっており、東海道本線内においてJR東日本は海側、JR東海（213系5000番台のみ海側）・JR西日本は山側に設置している。また、JR東海の電車は大阪方の車両、気動車（キハ25形、キハ75形）は東京方の車両にある。JR西日本115系では、3・4両編成は下関・三原・府中・新郷・宇野・児島寄りの車両（下り向き先頭車）、2両編成（福知山電車区R編成・岡山電車区G編成・下関総合車両所運用検修センターT編成）は岩国・瀬戸・播州赤穂・東舞鶴寄りの車両（上り向き先頭車）と編成により異なる。JR九州では、鹿児島本線の場合415系・811系および817系の2両編成は八代あるいは川内寄りの車両、813系および817系の3両編成は門司港寄りと編成により異なる。

## ヨーロッパの列車便所
ヨーロッパの列車トイレは水洗式の設備が多いものの、高速列車以外ではタンクを備えた貯留式による処理はまだまだ少ない。

### TGV
フランスのTGVは高速走行のため、真空式のタンク貯留方式の列車トイレを備えている。

### ICE
ドイツのICEも高速走行のため、真空式のタンク貯留方式の列車トイレを備えている。

### ユーロスター・イタリア
イタリアのユーロスター・イタリアの車両では、旧式のETR450では水洗式ではあったが汚物は垂れ流しとなっている。ETR500、フレッチャビアンカでは水洗式で汚物処理用のタンクも備えられている。